# Wolfgang Ipolt
Wolfgang Ipolt (Gotha, 17 maart 1954) is een Duits geestelijke en bisschop van de Rooms-Katholieke Kerk.

## Biografie

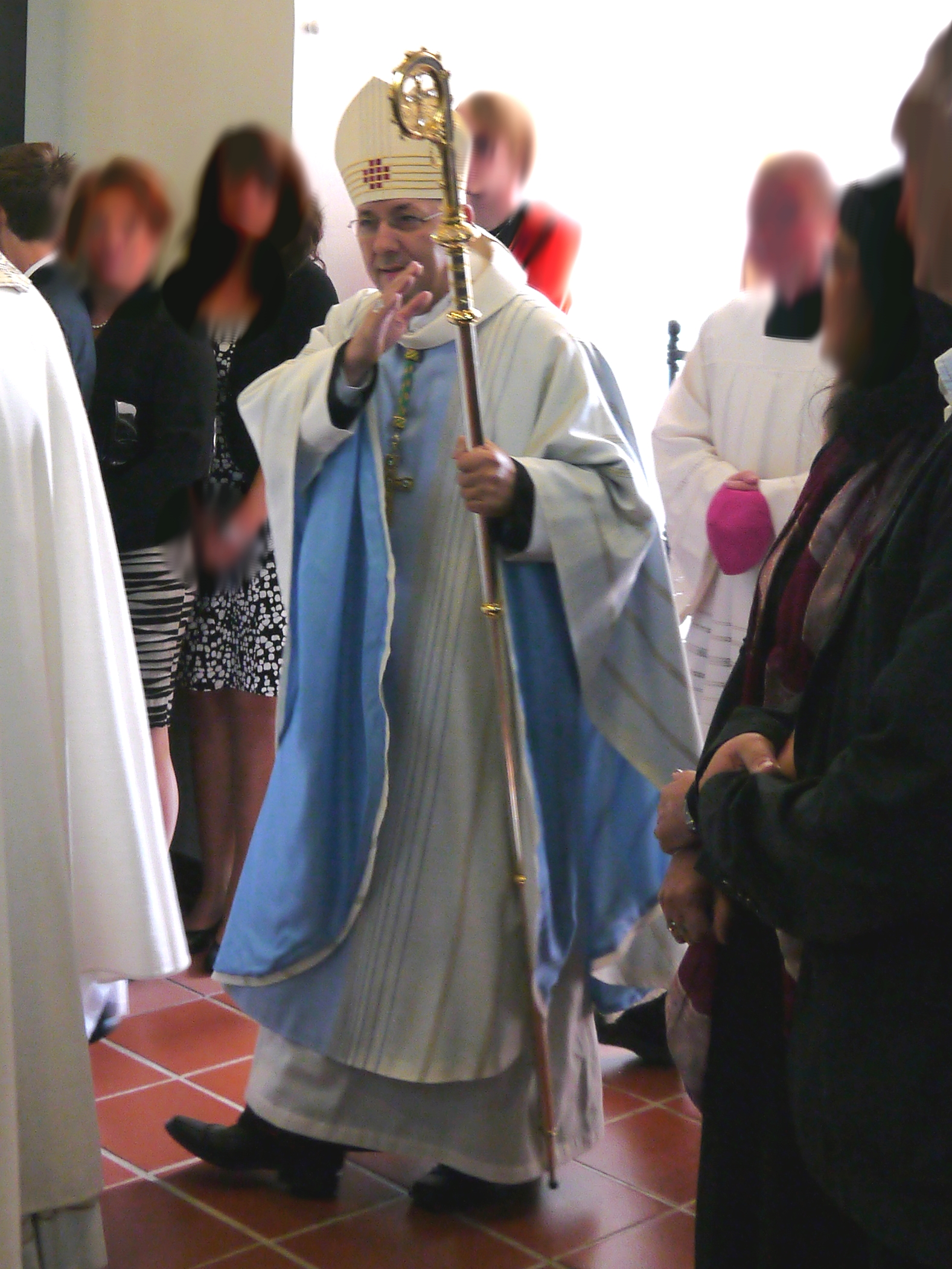
Wolfgang Ipolt (2012)

Ipolt was na zijn priesterwijding meerdere jaren werkzaam in de parochiale zielzorg. In 1989 werd hij vice-rector van het seminarie van Erfurt. Tegelijkertijd studeerde hij pastoraaltheologie. In 1992 werd Ipolt pastoor in Nordhausen. In 2004 keerde hij opnieuw terug naar het seminarie van Erfurt. Ditmaal werd hij rector en studeerde hij spiritualiteitstheologie.
Op 18 juni 2011 benoemde paus Benedictus XVI Ipolt tot bisschop van Görlitz. Hij volgde Konrad Zdarsa op, die was verplaatst naar het bisdom Augsburg. Op 28 augustus 2011 werd Ipolt tot bisschop gewijd.